# Руня
Руня е село в Северна България. То се намира в община Дряново, област Габрово.

## География
Руня е разположено в землището на село Ганчовец.

## История
Село Руня е изцяло българско което е заселено между 1790 и 1800 година от трима овчари построили кошарите си на по 100 метра една от друга. По този начин първоначално са възникнали три отделни поселища с отделни наименования, а именно: Кривошиевци, наречено така по прякора на овчаря, който е дал потеклото на този род и другите две поселища: Мокревци и Челювци. Към 1942 г. в селото е имало 55 домакинства, 27 от тях от рода Кривошиевци, 19 от рода Челювци и 4 от рода на Мокревци. Останалите 5 по мъжка линия са били от съседните села по женска линия са били от един от трите рода.

## Население
Преброяване на населението през 2011 г.
Численост и дял на етническите групи според преброяването на населението през 2011 г.:
|                     | Численост | Дял (в %) |
| Общо                | 27        | 100,00    |
| Българи             | 23        | 85,18     |
| Турци               | 0         | 0,00      |
| Цигани              | 0         | 0,00      |
| Други               | 0         | 0,00      |
| Не се самоопределят | 0         | 0,00      |
| Неотговорили        | 0         | 0,00      |

## Обществени институции
В селото е съществувало Народно начално училище "Отец Паисий".

## Културни и природни забележителности
Читалище „Селянин 1902“ се основава на 1 януари 1902-ра година. Двадесет и шест години по-късно започва строителство на сградата на културната институция. Членовете на Читалището наброянат 40 в края на 1970-та година. 

## Други
Към 1942 г. землището на село Руня обхваща около 4500 декара, от които 3103 ниви, 64 лозя, 107 овощни градини, 985 гори и около 280 пасища и необработваеми площи. Стопанствата са средно така, 14 имат по над 100 декара, 28 са по 50 – 100 декара, 14 от 30 – 50 декара и 13 под 30 декара. Скотовъдното богатство се състои от 119 говеда, 7 коне, 510 овце, 44 кози, 53 свине и около 2500 домашни птици.